# سيمون كوزينز
سيمون كوزينز (بالإنجليزية: Simon Cousins)‏ هو مغن مؤلف بريطاني، ولد في 17 يناير 1965 في باث في المملكة المتحدة.

## وصلات خارجية
- الموقع الرسمي